# 国防部 (大韓民国)
国防部（こくぼうぶ、英語：Ministry of National Defense, 略称：MND）は、大韓民国の国家行政機関であり、庁舎はソウル特別市龍山区にある。国防部の長を「国防部長官」と称し、国務委員が任命される。諸外国の国防省や日本の防衛省に相当し、大韓民国国軍を司る。

## 沿革
アメリカ軍政当局は1945年10月に警察を補完するために国軍を創設することを決めた。これにより1945年11月13日軍政法令第28号によって警察と陸軍および海軍部署で構成された軍事局を総括、統制する国防司令部が設置された。1946年3月に国内警備部へ改称された（統衛部とも言う）。1948年7月、大韓民国政府樹立とともに現在の国防部に移行した。

## 庁舎
本部はソウル特別市龍山区にある。敷地内は27.6万㎡で、地上10階の国防部本館（新庁舎）の他に、合同参謀本部、国防部別館（旧庁舎、現在は国軍サイバー作戦司令部などが入居する）、国防調査本部、国防施設本部、サイバー司令部、心理戦団、軍事裁判所、検察団などの直轄部隊が使用する建物がある。

### 本庁舎への大統領府の移転
2022年3月20日、大統領選挙で当選した尹錫悦は大統領府を青瓦台から国防部庁舎（本館）に移転することを発表した。これにより国防部本館にあった国防部長官・次官室と政策室、企画調整室などの主要部署は合同参謀本部の建物に、残りの部署は旧庁舎である国防部別館や旧防衛事業庁庁舎、政府果川庁舎など10余カ所に、合同参謀本部の一部は米韓連合司令部の平沢市への移転を考慮して南泰嶺にある首都防衛司令部などに、国軍サイバー司令部、国防調査本部、勤務支援団などの直轄部隊の多くも首都防衛司令部や政府果川庁舎に、国防部検察団や軍事裁判所も他の場所にそれぞれ移動することになる。また、大統領府警護所は現在の国防施設本部の建物に移入する予定があるため、国防施設本部は京畿道高陽市にある旧30師団本部の建物に移転することになる。

## 組職

### 幹部
- 長官
  - 軍事補佐官
  - 報道官
  - 長官政策補佐官（3人）
  - 軍構造・国防運営改革推進室（2017年7月25日までの一時組織）
    - 軍構造改革推進官
    - 国防運営改革推進官
- 次官
  - 企画調整室長
    - 企画管理官
    - 計画予算官
    - 情報化企画官

  - 法務管理官
  - 監査官

### 下部組織
- 運営支援室
- 国防政策室
  - 政策企画官
  - 国際政策官
  - 国防教育政策官
- 人事福祉室
  - 人事企画官
  - 動員企画官
  - 保健福祉官
- 戦力資源管理室
  - 軍需管理官
  - 軍事施設企画官
  - 戦力政策官
  - 軍空港移転事業団長

### 合同参謀本部、各軍
- 合同参謀本部（JCS）
- 陸軍
- 海軍
  - 海兵隊
- 空軍
- 予備軍

### 所属機関
- 国立ソウル顕忠院
- 国防電算情報院
- 国防広報院

### 直轄機関
- 国軍指揮通信司令部
- 国軍医務司令部
- 国軍情報司令部
- 國軍防諜司令部（旧国軍機務司令部）
- 国軍体育部隊
- 国防大学校（KNDU）
- 国防部軍備検証団
- 鶏龍台勤務支援団
- 国防部軍史編纂研究所
- 国軍輸送司令部
- 高等軍事法院
- 国防部検察団
- 国防部調査本部
- 国防施設本部
- 国軍化生防防護司令部
- 国防部遺骸発掘鑑識団
- 国防情報本部
- 国軍心理戦団
- 国防部勤務支援団
- 国軍福祉団

### その他機関
- 国防研究院
- 米韓連合司令部
- 軍人共済会
- 戦争記念事業会

### 関連機関
- 兵務庁
- 防衛事業庁
- 国防技術品質院
- 国防科学研究所(ADD)